# BlueScope Steel
BlueScope Steel is een Australisch producent van staal en stalen bouwmaterialen.

## Activiteiten
BlueSteel is actief in Australië, Nieuw-Zeeland, de Pacifische Eilanden, Azië en Noord-Amerika. Het beschikt in totaal over zo'n honderd fabrieken en distributiecentra en heeft ruim 14.000 medewerkers.
Het bedrijf heeft een grote vlakstaalfabriek in het Oost-Australische Port Kembla die jaarlijks ruim 3 miljoen ton staal produceert en een kleinere staalfabriek in Nieuw-Zeeland die jaarlijks 670 duizend ton staal maakt. Het is gespecialiseerd in gecoat en gelakt plaatstaal voor de bouw. BlueScope heeft een mijn in Nieuw-Zeeland waar genoeg ijzerertshoudend zand wordt ontgonnen voor de staalfabriek in dat land.
BlueScope bezit ook Nord Star in het Amerikaanse Delta (Ohio). Hier wordt schroot en ruwijzer verwerkt tot rollen plaatstaal met vlamboogovens. De capaciteit bedraagt ongeveer 2 miljoen ton op jaarbasis. De helft ervan wordt afgenomen door de auto-industrie in de regio.
BlueScopes hoofdkantoor bevindt zich in de 120 Collins Street-toren te Melbourne. Het gebouw wordt om deze reden ook BlueScope Steel Centre genoemd.

## Geschiedenis
In 2000 werden de langstaalactiviteiten van het toenmalige mijnbouw- en staalbedrijf Broken Hill Proprietary (BHP) afgesplitst in OneSteel. Het jaar daarop fuseerde BHP met Billiton plc tot BHP Billiton, het grootste mijnbouwbedrijf ter wereld. In 2002 stootte dat bedrijf de vlakstaalafdeling af in BHP Steel. Sinds 15 juli dat jaar noteert het bedrijf op de Australian Securities Exchange.
Een jaar later veranderde BHP Steel van naam en werd BlueScope Steel op 17 november 2003. In april 2004 nam BlueScope Steel het Amerikaanse Butler Manufacturing over, de grootste producent van prefabgebouwen in Noord-Amerika. In augustus 2006 verwierf BlueScope Steel 19,9 procent van schrootverwerker Smorgon Steel voor 319 miljoen Australische dollar. Eind 2011 werd een van de toen nog twee operationele hoogovens op non-actief gesteld.